# Réaux
Réaux is een plaats en voormalige gemeente in het Franse departement Charente-Maritime in de regio Nouvelle-Aquitaine en telt 449 inwoners (2005). De plaats maakt deel uit van het arrondissement Jonzac.

## Geschiedenis
Réaux fuseerde op 1 januari 2016 met Moings en Saint-Maurice-de-Tavernole tot de commune nouvelle Réaux sur Trèfle.

## Geografie
De oppervlakte van Réaux bedraagt 8,9 km², de bevolkingsdichtheid is 50,4 inwoners per km².
De onderstaande kaart toont de ligging van Réaux met de belangrijkste infrastructuur en aangrenzende gemeenten.

## Demografie
Onderstaande figuur toont het verloop van het inwonertal.